# 注射周期
注射周期（英語：Injection Cycle）指热塑性塑料注射成型时完成一次注射成型所需的时间，也称总周期。

## 时间组成
注射周期由注射（充模）、保压时间、冷却和加料（包括预塑化）时间以及开模（取出制品）、辅助作业（如涂擦脱模剂、安放嵌件等）和闭模时间组成。在整个成型周期中，冷却时间和注射时间最重要，对制品的性能和质量有决定性的影响。注射周期是影响注射成型的重要工艺因素。注射过程可分为以下几个阶段：
1. 柱塞空载期   在时间t0~t1间物料在料筒中加热塑化，注射前柱塞（或螺杆）开始向前移动，但物料尚未进入模腔，柱塞处于空载状态，而物料在高速流经喷嘴和浇口时，因剪切摩擦而引起温度上升，同时因流动阻力而引起柱塞和喷嘴处压力增大。
2. 充模期   时间t1时塑料熔体开始注入模腔，模具内压力迅速上升，至时间t2时，型腔被充满，模腔内压达最大值，同时物料温度、柱塞和喷嘴处压力增大。
3. 保压期   在t2~t3时间内塑料仍为熔体，柱塞需保持对塑料的压力，使模腔内的塑料得到压实和成型，并缓慢地向模腔中补压入少量塑料，以补充塑料冷却时的体积收缩。随模腔内料温下降，模内压力也因塑料冷却收缩而开始下降。
4. 返料期（返压期或倒流期）   柱塞从t3开始逐渐后移，过程中并向料筒前端输送新料（预塑）。由于料筒喷嘴和浇口处压力下降，而模腔内压力较高，尚未冻结的塑料熔体模具内压反推向浇口和喷嘴，出现倒流现象。
5. 凝封期   在t4~t5时间内，型腔中料温继续下降，至凝结硬化的温度时，浇口冻结倒流停止，凝封时间是t4~t5间的某一时间。
6. 继冷期   是在浇口冻结后的冷却期，实际上型腔内塑料的冷却是从充模结束后（时间t2）就开始的。继冷期是使型腔内的制品继续冷却到塑料的玻璃化温度附近，然后脱模。

## 时间长度
仅就注射与保压时间等来看，一般制品的注射充模时间都很短，约2~10秒的范围，随塑料和制品的形状，尺寸而异，大型和厚壁的制品充模时间可达10秒以上，一般制品的保压时间约20~100秒，大型和厚壁制品可达1~5分钟甚至更多。冷却时间以控制制品脱模时不挠曲，而时间又较短为原则，一般为30~120秒，大型和厚壁制品可适当地延长。

## 缩短成型周期的主要途径
采用自动化高速成型模具的主要目的是缩短注射成型周期，使其达到注射机可塑化能力的极限，以提高塑件质量，节省人力，提高生产效率。缩短成型周期的主要途径如下。

### 缩短注射时间
- 缩短注射时间的主要方法是，采用较大的注射压力，使熔料填充时间缩短。这就要求应选用截面积较小的浇口，如点浇口和侧浇口等。由于这些浇口截面积较小，当凝料通过时会产生很高的剪切速率和因高速摩擦而新生热量，提高熔料的流动性，使物料很快充满型腔。为了这个目的，应使流道尽量地短。如采用无流道和热流道浇注系统，则可以将喷嘴的前端直接接触浇口处，使流动阻力大大减小，更有利于注射时间的缩短。
- 使成型零件各部保持适宜的温度。在注射过程中，由于流道及模体的散热原因，当熔融塑料到流程末端时，其温度逐渐降低引起末端型腔出现填不满的现象。为了避免这种现象发生，模具的温度在流程的末端就应该高一些。在容易产生熔接痕的部位也应使模具温度略高一些，以避免熔接痕的产生。为此有时采用局部加热的方法，或采用循环水道的疏密排布来平衡热量，即将循环水路的出口设在流程末端（水路出口处水温要比入口处要高），以调节模温的平衡，保证熔料在浇注末端的流动性。
- 设置必要的排气、溢流装置。在高速成型时，由于注射压力大，熔融塑料填充时间短，型腔内的空气如果不能及时迅速地排出就会影响塑件的质量，产生注射缺陷，因此，在设计时应进行充分考虑。在哪些必要的部位设置排气槽，一般多在分型面和各流程末端设置适当的排气槽以及必要的溢流装置。

### 缩短熔料冷却固化时间
注射过程中熔料的冷却固化时间占了很大的比例，因此，提高模具的冷却效率，缩短冷却固化时间是缩短成型周期最有效的方法之一。
- 提高整体模具冷却效率。一般说来模体的冷却是靠循环水路的水带走热量实现模体冷却的。在设置了良好的冷却回路后，最主要的问题是加大冷却水的流量，并设法缩小冷却水出口处与入口处的温差，特别是自动化高速成型模具，其出入口的温差应控制在3℃以内。冷却水道采用并联的方法较为有效，特别是在夏天采用自来水时应设置专用冷却水的冷却和输送装置。它的作用是，从模体水路出口流出的水有一定的温度，这些水在经过冷却装置降温后用专用水泵流入水路的入口处，一可以提高冷却效率，二还可以循环使用，节约用水。
- 冷却水回路尽可能设在成型塑件附近，且在侧壁上加工出阶梯状或粗螺纹状等阻流结构。这时冷却水流在返回时将碰撞阶梯部位，并从型芯处获取热量，带走热量的冷却水又在阶梯部位飞溅，与进入的冷却水碰撞，从而提高冷却水与型芯体的接触面积，增加冷却效果。当型芯形状细长时，由于型芯体积小，成型时温度容易升高而不容易散热降温，对成型周期有很大影响，必须设置冷却装置。但从内部无法设置冷却水路时，可选用导热性较好的铍铜合金。
- 自动化高速成型模具为了达到冷却均衡，有的时候，需要在某个局部进行局部冷却和局部加热。在自动化高速成型时，流道的冷却问题也是不可忽略的。如果采用冷流道系统浇注成型时，由于主流道和分流道相对比较粗大，它们的冷却时间也会相对延长，即同时延长成型周期。因此在流道处设置冷却回路则是十分必要的。

### 缩短辅助时间
辅助时间是指在成型周期内，除了注射保压以及冷却固化过程以外的时间，即模具从打开到闭合的这段时间。在这段时间里，塑件和浇注凝料从脱模到自动落出模外、模体成型区域的杂物清除以及合模过程中移动零件的复位等。它们所占用的时间比例不大，但在自动化高速成型过程中是分秒必争的。为了缩短辅助时间，常采取压缩空气吹拂的方法，在合模前自动清除杂物。